# التسجيل 4: نهاية العالم
التسجيل 4: نهاية العالم هو فيلم رعب إسباني من إخراج جيوم بلاجويرو وبطولة مانويلا فيلاسكو، صدر في 31 أكتوبر 2014.

## روابط خارجية
- التسجيل 4: نهاية العالم على موقع IMDb (الإنجليزية)
- التسجيل 4: نهاية العالم على موقع ميتاكريتيك (الإنجليزية)
- التسجيل 4: نهاية العالم على موقع روتن توميتوز (الإنجليزية)
- التسجيل 4: نهاية العالم على موقع نتفليكس (الإنجليزية)
- التسجيل 4: نهاية العالم على موقع ألو سيني (الفرنسية)
- التسجيل 4: نهاية العالم على موقع أول موفي (الإنجليزية)
- التسجيل 4: نهاية العالم على موقع بوكس أوفيس موجو (الإنجليزية)
- التسجيل 4: نهاية العالم على موقع فيلمافينيتي (الإسبانية)
- التسجيل 4: نهاية العالم على موقع قاعدة بيانات الفيلم (الإنجليزية)
- التسجيل 4: نهاية العالم على موقع ليتربوكسد (الإنجليزية)